# Alexander Iwanowitsch Terebenjow

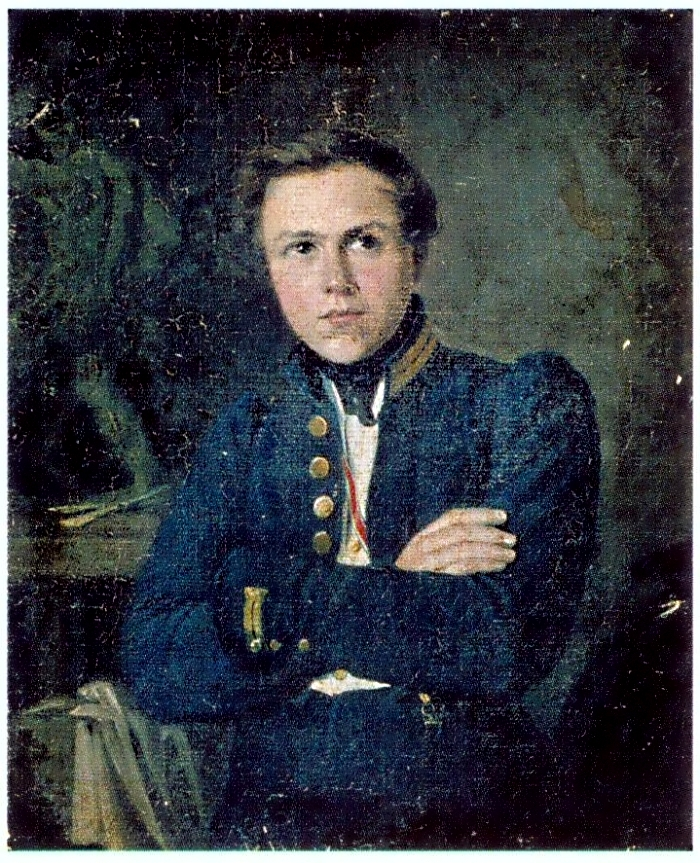
Alexander Iwanowitsch Terebenjow (M. I. Skotti, 1835, Tretjakow-Galerie)

Alexander Iwanowitsch Terebenjow (Terebenin) (russisch Александр Иванович Теребенёв (Теребенин); * 9. Januarjul. / 21. Januar 1815greg. in St. Petersburg; † 31. Julijul. / 12. August 1859greg. ebenda) war ein russischer Bildhauer.

## Leben
Terebenjows Vater Iwan Terebenjow war Bildhauer und Karikaturist und starb eine Woche nach der Geburt seines Sohnes. Terebenjows Onkel Michail Terebenjow war Maler. 1824 wurde Terebenjow in die Kaiserliche Akademie der Künste (IACh) aufgenommen, wo er zunächst in der Zeichenklasse lernte. Dann entschied er sich für die Bildhauerei, die er bei Wassili Demut-Malinowski studierte. In der IACh waren nun nicht mehr die Formen der griechischen Antike das Vorbild, sondern die natürlichen, realistischen Formen. Für seine Arbeiten erhielt Terebenjow in den ersten zwei Studienjahren zwei kleine Silbermedaillen und 1835 zwei große Silbermedaillen, worauf er Stipendiat der IACh wurde. 1836 wurde sein Basrelief mit dem Bau der Arche Noah auf der Ausstellung der IACh gezeigt, das sehr beachtet und von der IACh aufgekauft wurde (nicht erhalten). Im selben Jahr schloss er das Studium als Künstler XIV. Klasse ab und blieb Stipendiat der IACh. Falls er nun für eine weitere Arbeit die große Goldmedaille gewänne, würde er ein staatliches Auslandsreisestipendium für das Arbeiten in Italien bekommen. Dazu kam es nicht mehr, als er die Tochter des Malers Alexei Jegorow heiratete und für ein Einkommen arbeiten musste.
Terebenjow schuf nun ein Hautrelief für das Gebäude des Kuratoriumrats des Amtes für Wohlfahrtseinrichtungen der Kaiserin Marija Fjodorowna in St. Petersburg sowie Statuen und Hautreliefs für die städtische Kirche in Peterhof. Nach dem Brand des Winterpalasts schuf er zahlreiche Werke für den Wiederaufbau, die ihn als einen der besten Bildhauer bekannt machten und ihm zu neuen Aufträgen verhalfen. Im Auftrag der Gräfin Anna Orlowa-Tschesmenskaja entstand ein Hautrelief für das St.-Georgs-Kloster in Nowgorod.
Terebenjow wurde dann als Bildhauer auf die Krim geschickt, um die Pantikapaion-Ausgrabungen in Kertsch zu leiten. Er schuf eine Büste des Kertscher Bürgermeisters Sachar Chercheulidsew und begann eine Amphitrite. Jedoch kehrte er bald nach St. Petersburg mit den Altertümern aus Kertsch zurück, die er nun restaurierte.
Terebenjows bekanntestes Werk sind die 10 5-m-großen Atlanten des Portikus der Neuen Eremitage in St. Petersburg. Vorbild waren die Telamone des Tempels des Olympischen Zeus in Akragas. 1846 schufen unter Terebenjows Leitung 150 Bildhauer und Steinmetze die Atlanten aus Serdobol-Granit vom Norden des Ladogasees nach dem Modell Johann Halbigs. Für das beim jährlichen Wettbewerb der IACh vorgestellte Tonmodell des Atlanten wurde Terebenjow von der IACh zum Akademiker ernannt (im Rang eines Hofrats (7. Rangklasse) mit einem Jahresgehalt von 180 Rubel). Für den ersten Granit-Atlanten erhielt er von Kaiser Nikolaus I. einen Brillant-Ring.
Des Weiteren fertigte Terebenjow mit seinen Assistenten nach Leo von Klenzes Projekt Hermen für die Neue Eremitage. Es entstanden 80 große Hermen, von denen 17 für den Neuen Pavillon in Peterhof bestimmt waren, und 40 kleinere Hermen. Für die Ausführung dieser und weiterer Arbeiten wurde ihm eine Halle neben dem Winterpalast zugewiesen. Er erhielt den Orden der Heiligen Anna III. Klasse und eine Prämie von 17.000 Rubel. Weitere Hermen stellte er für den Kaiser als Geschenk an den preußischen König Friedrich Wilhelm IV. her und brachte sie selbst nach Berlin, wofür er einen Brillantring des Königs erhielt.
1850 wurde Terebenjow in den Staatsdienst aufgenommen. Zunächst war er Assistent des Leiters der 2. Abteilung der Eremitage und leitete dann alle bildhauerischen Arbeiten in den kaiserlichen Palästen und Gärten. Für die Admiralität ließ er eine Statue des Monats Februar herstellen. Er schuf das Denkmal für den Herzog von Leuchtenberg in Form eines Sarkophags in der katholischen Kapelle des Pagenkorps sowie Büsten des Kaisers Nikolaus I. und der Kaiserin Alexandra Fjodorowna für die Großfürstin Olga Nikolajewna. Weitere Büsten entstanden: Wassili Karatygin, Alexander Puschkin, Wassili Samoillow, Dmitri Chwostow, Nestor Kukolnik u. a.
Terebenjow lebte luxuriös und gab sein Geld so schnell aus, wie er es verdiente. Liquiditätsengpässe überbrückte er durch Verkäufe. Als seine Kreativität nachließ, wurde er schließlich insolvent. Aus der Eremitage wurde er 1856 vor seiner Pensionierung entlassen. 1858 erkrankte er an den Pocken und wurde ins Marienkrankenhaus eingeliefert. Seine Frau erkrankte auch und starb daran. Er wurde zum Hypochonder. Im Frühjahr 1859 erkältete er sich, kam ins Obuchow-Krankenhaus und starb mittellos am 12. August 1859. Das Begräbnis übernahm der Steinmetz G. A. Baluschkin, der früher für Terebenjow gearbeitet hatte. Am Grab auf dem Wolkowo-Friedhof standen nur Baluschkin und der Architekt Konstantin Uchtomski. Das Grab ist nicht erhalten.

## Werke (Auswahl)

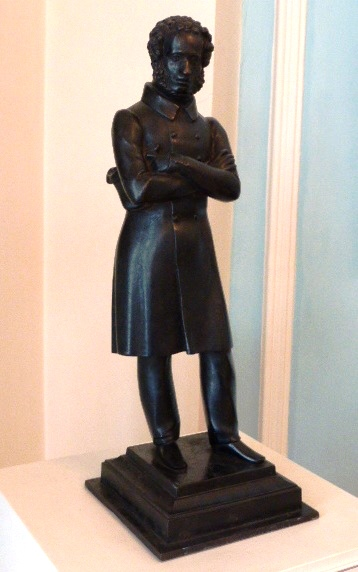
Alexander Puschkin (1835/1836), Kunstmuseum der Republik Karelien, Petrosawodsk
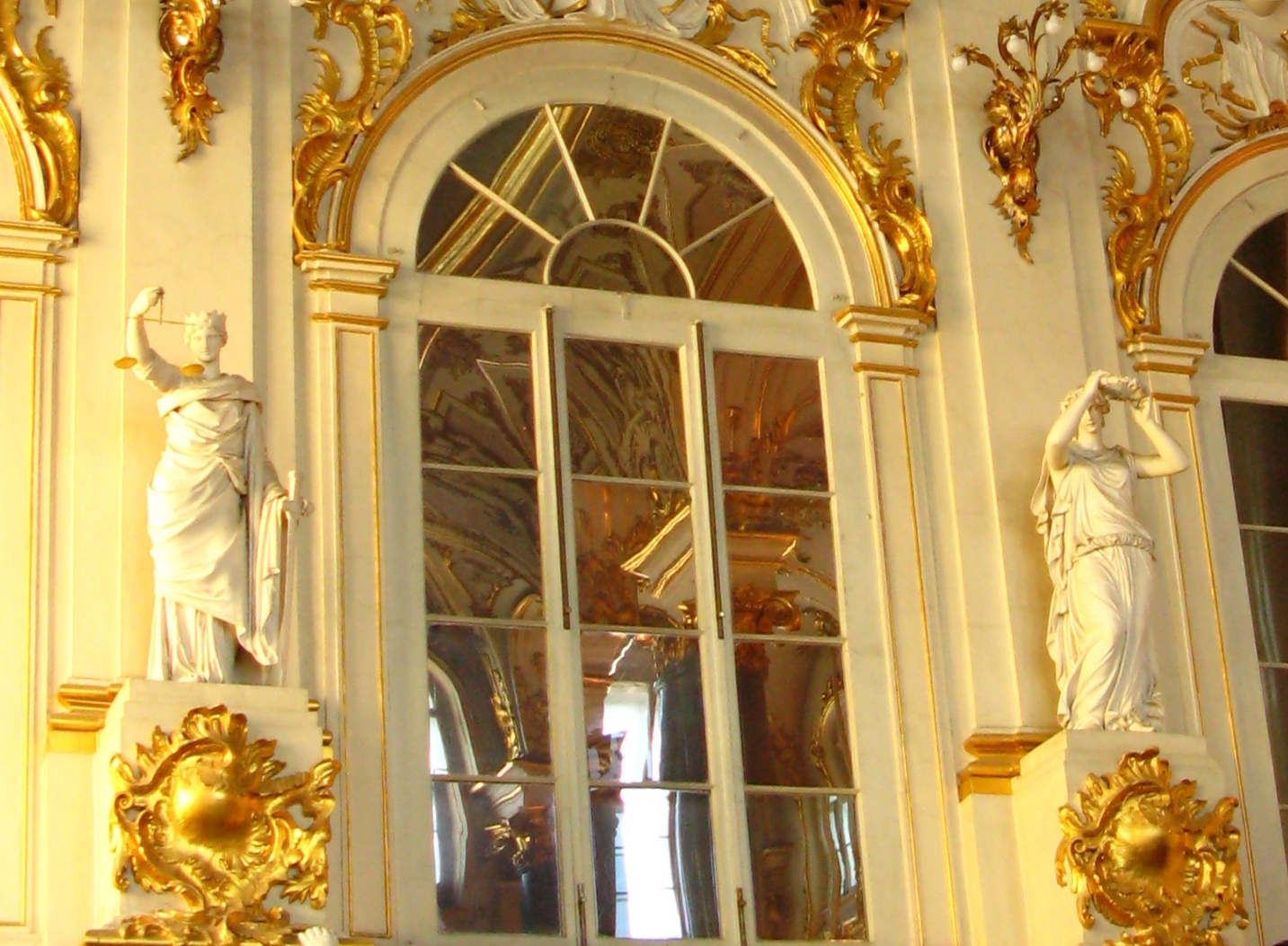
Statuen Gerechtigkeit und Weisheit (1838–1839), Jordan-Treppe, Winterpalast, St. Petersburg
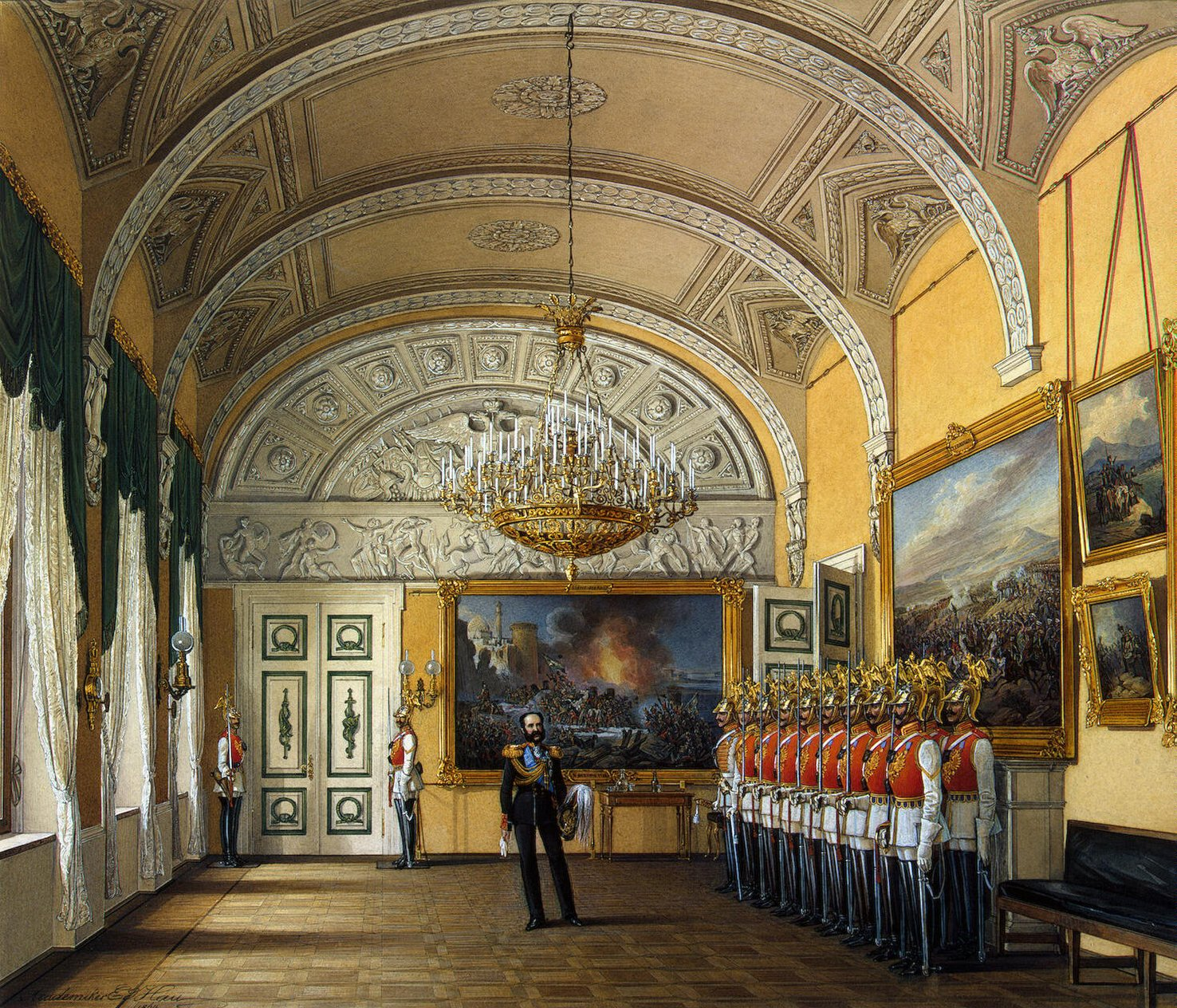
Flachrelief Kampf der Amazonen mit den Kentauren im Wachraum des Winterpalasts (Aquarell Eduard Haus, 1864, Eremitage)
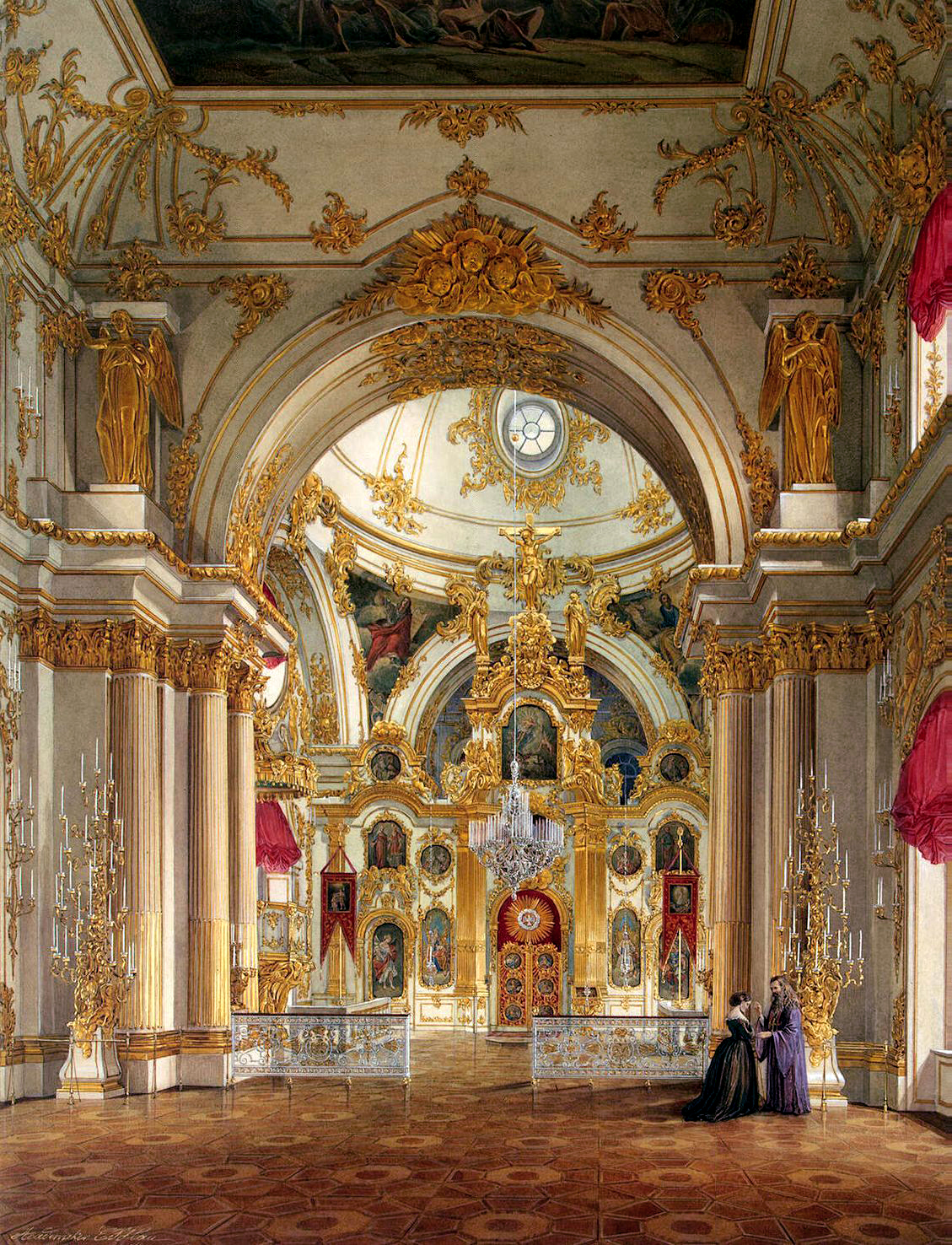
Die das Alte und Neue Testament darstellenden Engel in der Großen Kirche des Winterpalasts (Aquarell Eduard Haus 1866, Eremitage)
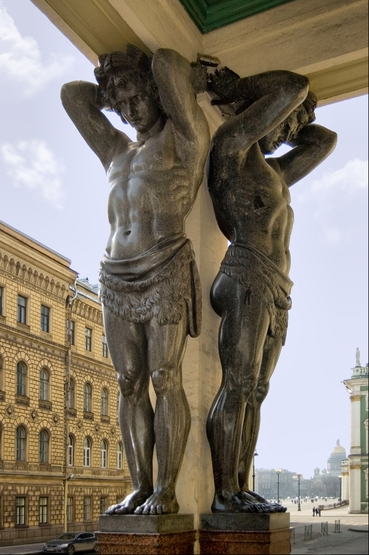
Atlanten (1844–1849), Portikus der Neuen Eremitage, St. Petersburg
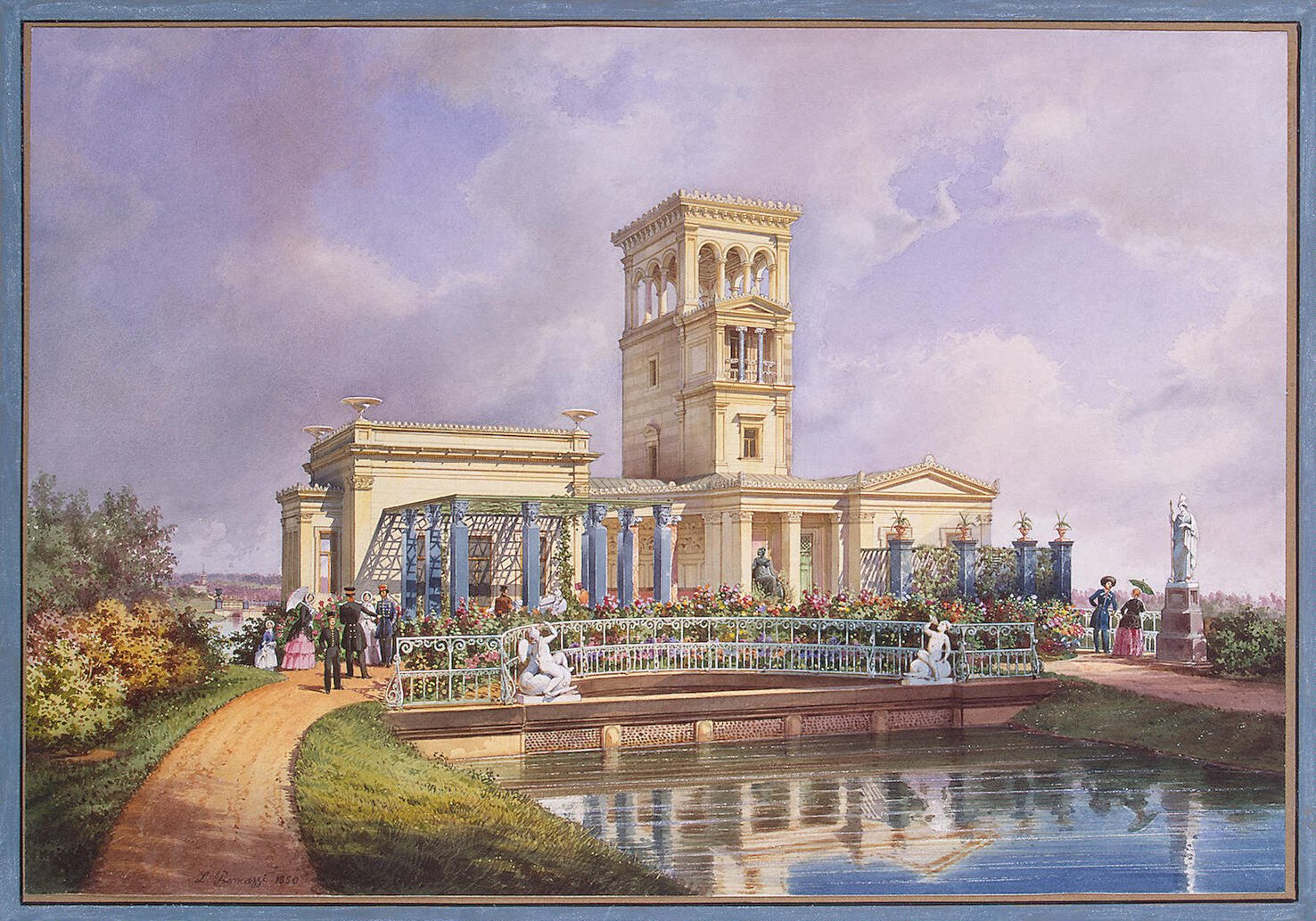
Serdobol-Granit-Thermen des Rosenpavillons in Peterhof (Aquarell Luigi Premazzis, 1850, Eremitage)